# Hypidalia sanguinea
Hypidalia sanguinea là một loài bướm đêm thuộc phân họ Arctiinae, họ Erebidae.